# Lepidopilum membranaceum
Lepidopilum membranaceum là một loài rêu trong họ Daltoniaceae. Loài này được Müll. Hal. Mitt. mô tả khoa học đầu tiên năm 1869.